# Wind (groupe)
Pour les articles homonymes, voir Wind.
Wind est un groupe allemand formé en 1985.
Le groupe est connu pour avoir représenté l'Allemagne au Concours Eurovision de la chanson à trois reprises : en 1985 avec la chanson Für alle ; en 1987 avec Laß die Sonne in dein Herz  ; en 1992 avec Träume sind für alle da,,.